# Tunísia nos Jogos Olímpicos de Verão de 1996
A Tunísia participou dos Jogos Olímpicos de Verão de 1996 em Atlanta, Estados Unidos. A delegação foi composta por 51 desportistas.

## Medalhas
| Atleta         | Esporte | Evento                  | Medalha |
| -------------- | ------- | ----------------------- | ------- |
| Fathi Missaoui | Boxe    | Peso meio-médio-ligeiro | Bronze  |

## Desempenho

### Atletismo
Masculino
| Atleta                | Evento                | Eliminatórias | Eliminatórias | Semifinais | Semifinais | Final       | Final       |
| Atleta                | Evento                | Res.          | Pos.          | Res.       | Pos.       | Res.        | Pos.        |
| --------------------- | --------------------- | ------------- | ------------- | ---------- | ---------- | ----------- | ----------- |
| Ali Hakimi            | 1500 m                | 3:36.58       | 1º/bat 3      | 3:35.91    | 3º/bat 2   | 3:38.19     | 8º          |
| Tahar Mansouri        | Maratona              |               |               |            |            | 2:18:06     | 26º         |
| Hatem Ghoula          | 20 km marcha atlética |               |               |            |            | 1:25:52     | 33º         |
| Mohieddine Beni Daoud | 20 km marcha atlética |               |               |            |            | 1:27:15     | 37º         |
| Karim Sassi           | Salto triplo          | 14,25 m       | 43º           |            |            | Não avançou | Não avançou |

Feminino
| Atleta     | Evento             | Eliminatórias | Eliminatórias | Final       | Final       |
| Atleta     | Evento             | Res.          | Pos.          | Res.        | Pos.        |
| ---------- | ------------------ | ------------- | ------------- | ----------- | ----------- |
| Monia Kari | Arremesso de disco | 58,02 m       | 28º           | Não avançou | Não avançou |

### Boxe
| Atleta                 | Peso               | Fase de 32                 | Oitavas-de-final                | Quartas-de-final       | Semifinais             | Final                  | Final             |
| Atleta                 | Peso               | Adversário e resultado     | Adversário e resultado          | Adversário e resultado | Adversário e resultado | Adversário e resultado | Pos.              |
| ---------------------- | ------------------ | -------------------------- | ------------------------------- | ---------------------- | ---------------------- | ---------------------- | ----------------- |
| Kalai Riadh            | Galo               | AUS J. Swan V 14–4         | ROU C. Raicu-Olteanu D 3–16     | Não avançou            | Não avançou            | Não avançou            | =9º               |
| Fathi Missaoui         | Meio-médio-ligeiro | AUS L. Trautsch V 25–9     | IRL F. Barrett V 18–6           | ALG M. Allalou V 16–15 | GER O. Urkal D 6–20    | Não avançou            | Medalha de bronze |
| Kamel Chater           | Meio-médio         | CAN H. Kyvelos V 4–4 (SUP) | LTU V. Karpačiauskas V RSC Rd 1 | RUS O. Saitov D 3–9    | Não avançou            | Não avançou            | =5º               |
| Mohamed Salah Marmouri | Supermedio         | ASA M. Masoe V 11–8        | NOR J. Johnson V 17–4           | USA D. Reid D 8–13     | Não avançou            | Não avançou            | =5º               |

### Esgrima
Feminino
| Atleta        | Prova              | Primeira fase          | Segunda fase           | Oitavas-de-final       | Quartas-de-final       | Semifinais             | Final                  | Final |
| Atleta        | Prova              | Adversário e resultado | Adversário e resultado | Adversário e resultado | Adversário e resultado | Adversário e resultado | Adversário e resultado | Pos.  |
| ------------- | ------------------ | ---------------------- | ---------------------- | ---------------------- | ---------------------- | ---------------------- | ---------------------- | ----- |
| Henda Zaouali | Espada individual  | POL J. Jakimiuk D 7–15 | Não avançou            | Não avançou            | Não avançou            | Não avançou            | Não avançou            | =47º  |
| Henda Zaouali | Florete individual | POL K. Felusiak D 9–15 | Não avançou            | Não avançou            | Não avançou            | Não avançou            | Não avançou            | =37º  |

### Futebol
Masculino
| Equipe | Fase de grupos                                                  | Fase de grupos | Quartas-de-final       | Semifinal              | Final                  | Pos. |
| Equipe | Adversário e resultado                                          | Pos.           | Adversário e resultado | Adversário e resultado | Adversário e resultado | Pos. |
| --- | --------------------------------------------------------------- | -------------- | ---------------------- | ---------------------- | ---------------------- | ---- |
| Chokri El Ouaer Imed Ben Younes Mehdi Ben Slimane Ferid Chouchane Kaies Ghodhbane Maher Kanzari Lotfi Baccouche Hassen Gabsi Zoubeir Baya Marouane Bokri Sabri Jaballah Mohamed Mkacher Radhi Jaïdi Tarek Ben Chrouda Adel Sellimi Khaled Badra Riadh Bouazizi | POR Portugal D 0–2 USA Estados Unidos D 0–2 ARG Argentina E 1–1 | 4º (gr. A)     | Não avançou            | Não avançou            | Não avançou            | 14º  |

### Judô
Masculino
| Atleta            | Categoria | Pos. |
| ----------------- | --------- | ---- |
| Makrem Ayed       | -60 kg    | =21º |
| Hassen Moussa     | -71 kg    | =21º |
| Iskander Hachicha | -86 kg    | =21º |
| Slim Agrebi       | +95 kg    | =21º |

Feminino
| Atleta         | Categoria | Pos. |
| -------------- | --------- | ---- |
| Raoudha Chaari | -56 kg    | =20º |
| Hajer Tbessi   | -61 kg    | =9º  |

### Lutas
Masculino
| Atleta         | Categoria                   | Fase de 32             | Oitavas-de-final                                      | Quartas-de-final       | Semifinais             | Final                  | Final |
| Atleta         | Categoria                   | Adversário e resultado | Adversário e resultado                                | Adversário e resultado | Adversário e resultado | Adversário e resultado | Pos.  |
| -------------- | --------------------------- | ---------------------- | ----------------------------------------------------- | ---------------------- | ---------------------- | ---------------------- | ----- |
| Nabil Salhi    | Greco-romana até 57 kg      | ARM A. Manukyan D 0–4  | Repescagem: LTU R. Šukevičius D 0–11                  | Não avançou            | Não avançou            | Não avançou            | 20º   |
| Mohamed Naouar | Greco-romana até 100 kg     | POL A. Wroński D 0–10  | Repescagem: SUI U. Bürgler D 0–11                     | Não avançou            | Não avançou            | Não avançou            | =17º  |
| Omrane Ayari   | Greco-romana mais de 100 kg | RUS A. Karelin D 0–10  | Repescagem: MAR R. Bel Aziz V 4–2 JPN K. Suzuki D 3–4 | Não avançou            | Não avançou            | Não avançou            | 11º   |

### Tênis
Feminino
| Atleta      | Evento  | Primeira fase                 | Segunda fase           | Oitavas-de-final       | Quartas-de-final       | Semifinais             | Final                  | Final |
| Atleta      | Evento  | Adversário e resultado        | Adversário e resultado | Adversário e resultado | Adversário e resultado | Adversário e resultado | Adversário e resultado | Pos.  |
| ----------- | ------- | ----------------------------- | ---------------------- | ---------------------- | ---------------------- | ---------------------- | ---------------------- | ----- |
| Selima Sfar | Simples | NED B. Schultz-McCarthy D 0–2 | Não avançou            | Não avançou            | Não avançou            | Não avançou            | Não avançou            | =33º  |

### Tênis de mesa
Feminino
| Atleta       | Prova      | Primeira fase                                             | Primeira fase | Oitavas-de-final       | Quartas-de-final       | Semifinais             | Final                  | Final |
| Atleta       | Prova      | Adversários e resultados                                  | Pos.          | Adversário e resultado | Adversário e resultado | Adversário e resultado | Adversário e resultado | Pos.  |
| ------------ | ---------- | --------------------------------------------------------- | ------------- | ---------------------- | ---------------------- | ---------------------- | ---------------------- | ----- |
| Sonia Touati | Individual | GER N. Struse D 0–2 JPN T. Todo D w.o. CRO T. Boroš D 0–2 | 4º (gr. G)    | Não avançou            | Não avançou            | Não avançou            | Não avançou            | =49º  |

### Voleibol
Masculino
| Equipe | Fase de grupos                                                                                         | Fase de grupos | Quartas-de-final       | Semifinal              | Final                  | Pos. |
| Equipe | Adversário e resultado                                                                                 | Pos.           | Adversário e resultado | Adversário e resultado | Adversário e resultado | Pos. |
| --- | --- | -------------- | ---------------------- | ---------------------- | ---------------------- | ---- |
| Ghazi Koubaa Riadh Hedhili Mohamed Baghdadi Riadh Ghandri Atif Loukil Khaled Bel Aïd Hichem Ben Romdhane Tarek Aoini Faycal Ben Amara Noureddine Hfaiedh Ghazi Guidara Majdi Toumi | NED Países Baixos D 0–3 ITA Itália D 0–3 YUG Iugoslávia D 1–3 KOR Coreia do Sul D 0–3 RUS Rússia D 0–3 | 6º (gr. B)     | Não avançou            | Não avançou            | Não avançou            | =11º |

Legenda
| Recorde mundial      | Recorde mundial (World record)               |                       | Recorde africano                      | Recorde africano (African) |                                           | Q | Classificado por posição (Qualified) |
| Recorde olímpico     | Recorde olímpico (Olympic record)            | Recorde da América    | Recorde da América (Americas)         | q                          | Classificado por melhor tempo (Qualified) |   |                                      |
| Melhor marca do ano  | Melhor marca do ano (World leading)          | Recorde asiático      | Recorde asiático (Asian)              | DNS                        | Não largou (Did not start)                |   |                                      |
| Recorde nacional     | Recorde nacional (National record)           | Recorde europeu       | Recorde europeu (European)            | DNF                        | Não terminou (Did not finish)             |   |                                      |
| Recorde pessoal      | Recorde pessoal do atleta (Personal best)    | Recorde da Oceania    | Recorde da Oceania (Oceania)          | DSQ / DQ                   | Desclassificado (Disqualified)            |   |                                      |
| Recorde da temporada | Recorde da temporada do atleta (Season best) | Recorde sul-americano | Recorde sul-americano (South America) | NM                         | Sem marca (No mark)                       |   |                                      |

### Vela
| M   | Regata da Medalha da qual só participam os dez primeiros colocados das regatas anteriores  |  |  | CAN | Regata cancelada |
| BFD | Desclassificado por bandeira preta (Black Flag Disqualified)                               |  |  |     |                  |
| UFD | Desclassificado por bandeira "U" (U Flag Disqualified)                                     |  |  |     |                  |
| OCS | Largada queimada (On the Course Side of the starting line)                                 |  |  |     |                  |
| DNE | Desclassificação sem eliminação (infração a um item do regulamento da prova – Did Not End) |  |  |     |                  |